# Ukrainas högskola för civilförsvar
Ukrainas högskola för civilförvar (ukrainska: Національний університет цивільного захисту України) är en statlig högskola för civilförsvar och räddningstjänst i Charkiv i Ukraina.
Ukrainas högskola för civilförvar grundades 1928 med tvååriga kurser i brandbekämpning och teknik i Charkiv. Namnet på skolan har bytts vid flera tillfällen, bland annat 1930 till Charkivs brandtekniska skola vid NKVD i Sovjetunionen och 1946 till Charkivs brandtekniska skola vid Sovjetunionens inrikesministerium med en treårig utbildning.
Som Charkivs institut för brandsäkerhet vid Ukrainas inrikesministerium bildades institutionen 1994. År 2003 överfördes skolan från Ukrainas inrikesministerium till Ministeriet för nödsituationer och skydd av befolkningen från Tjernobylolyckan och döptes om till Ukrainas civilförsvarsakademi.
Högskolan har omkring 3.000 studenter.